# Rio Negro (kommun i Chile, Región de Los Lagos)
Rio Negro är en kommun i Chile.   Den ligger i provinsen Provincia de Osorno och regionen Región de Los Lagos, i den södra delen av landet, 800 km söder om huvudstaden Santiago de Chile.
I omgivningarna runt Rio Negro växer i huvudsak städsegrön lövskog. Runt Rio Negro är det ganska glesbefolkat, med 22 invånare per kvadratkilometer.